# 遠祖的陰影
《遠祖的陰影》（烏克蘭語：Ті́ні забу́тих пре́дків））是一部1965年由謝爾蓋·帕拉贊諾夫執導的劇情片，改編自烏克蘭作家米哈伊洛·柯秋賓斯基的經典著作。這是帕拉贊諾夫的首部電影長片，也是他導演生涯的里程碑，以其對服飾和色彩豐富多樣的運用而贏得國際讚譽。此片詳細展示了烏克蘭胡楚爾人的文化傳統，不僅描繪了喀爾巴阡山區域的嚴酷環境和家庭競爭的殘酷，還展示了胡楚爾人的傳統音樂、服飾以及方言文化等。這部電影曾在蘇聯取得850萬的收視。

## 主題

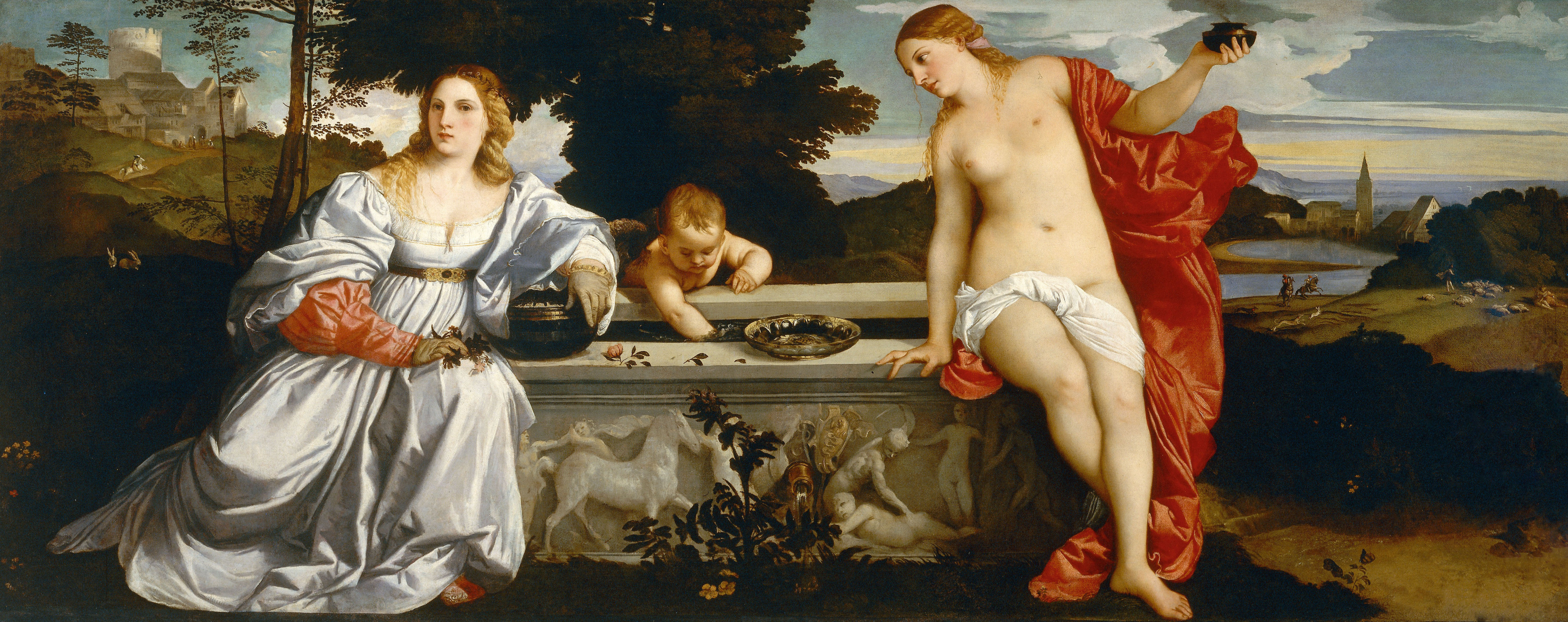
帕拉賈諾夫從提香的畫作《聖潔之愛與鄙俗之愛》中獲得製作此片的靈感。

影片使用高度象徵手法，大量出現宗教符號與民間傳說元素，比如十字架、羔羊、墳墓和精神/靈魂，還運用色彩來表達情緖。當片中伊凡處於哀悼時期時，就用黑白畫面來呈現。在其他塲景中，色彩運用比較低調，但卻著重於紅、黃兩色，以此形成強烈對比。整部電影的風格與當時蘇聯政府提倡的社會主義寫實風格完全相反，因此當帕拉賈諾夫拒絕按照官方要求修改電影後，他很快被蘇聯影院列入了黑名單。
1988年，帕拉賈諾夫在基輔談及此片時說：「這部電影不是憑空而來的，它誕生自柯脩賓斯基的經典著作。他為喀爾巴阡山之美而傾倒，從而在此作中塑造了他自己的羅密歐與茱麗葉，一個關於愛的詩意式寓言。記得提香的畫作《聖潔之愛與鄙俗之愛》嗎？電影裏的瑪莉卡和琶拉娜就是她們的化身。」

## 參看
- 《紅塵百劫》
- 《蘇南堡傳奇》
- 《歷劫鴛鴦》

## 外部連結
- 互联网电影数据库（IMDb）上《遠祖的陰影》的资料（英文）
- YouTube上的《遠祖的陰影》 預告片
- Parajanov.com News （页面存档备份，存于） （英文）
- Shadows of Forgotten Ancestors at Parajanov.com（页面存档备份，存于） （英文）
- 香港外語電影資料網上《遠祖的陰影》的資料 （繁體中文）